# Санде, Крис
Кристофер Джозеф Санде (англ. Christopher Joseph Sande; род. 10 февраля 1964) — кенийский боксёр, представитель средней весовой категории. Выступал за сборную Кении по боксу во второй половине 1980-х годов, бронзовый призёр летних Олимпийских игр в Сеуле. В период 1989—2001 годов боксировал на профессиональном уровне.

## Биография
Крис Санде родился 10 февраля 1964 года.

### Любительская карьера
Наибольшего успеха как боксёр добился в сезоне 1988 года, когда вошёл в основной состав кенийской национальной сборной и благодаря череде удачных выступлений удостоился права защищать честь страны на летних Олимпийских играх в Сеуле. В категории до 75 кг благополучно прошёл первых троих соперников по турнирной сетке (в том числе и Франко Ваньяму), тогда как в четвёртом поединке на стадии полуфиналов со счётом 0:5 потерпел поражение от восточногерманского боксёра Генри Маске и тем самым получил бронзовую олимпийскую медаль.

### Профессиональная карьера
Вскоре по окончании сеульской Олимпиады Санде покинул расположение кенийской сборной и в октябре 1989 года успешно дебютировал на профессиональном уровне. Выступал преимущественно на территории США, большинство поединков выигрывал, но случались и проигрыши.
В апреле 1993 года отправился в Великобританию боксировать с валлийцем Никки Пайпером за титул интерконтинентального чемпиона во второй средней весовой категории по версии Всемирной боксёрской ассоциации (WBA), но проиграл техническим нокаутом во втором раунде.
Во второй половине 1990-х годов уже проигрывал практически все свои поединки, став заправским джорнименом. На его пути оказывались такие известные боксёры как Роберт Аллен, Крис Джонсон, Тим Литтлз, Луис Рамон Кампас, Мануэль Собраль, Алехандро Гарсия, однако ни у кого из них он выиграть не смог и в 2001 году после череды поражений завершил спортивную карьеру. В общей сложности провёл на профессиональном ринге 41 бой, из которых 19 выиграл (в том числе 7 досрочно), 19 проиграл, в двух случаях была зафиксирована ничья.